# 欧洲复兴开发银行
欧洲復興開發银行（European Bank for Reconstruction and Development）是一个1991年建立的银行。它的任务在于在1989年東方集團崩溃后在其经济从计划经济转化为市场经济的过程中为东欧和中欧以及独立国家联合体国家以及私人和公司提供经济支助。总部设在英国伦敦，最大持股者是股权占比10%的美国，其次是占比各有8.5%的法国、德国、英国、意大利和日本，东欧国家占比合计11.9%。

## 目标
歐洲復興開發銀行的目标在于促进过去中欧和东欧共产主义国家的经济转换过程，尤其是促进它们转向以私人公司为主的市场经济的发展趋势。

## 工作方式
歐洲復興開發銀行促进结构上的和针对专一工业的改革以及竞争、私有化和企业化。通过它的贷款它支持其它银行参加贷款、外国投资以及国内资本筹集。它的投资一般都是针对私有公司的，一般与其它投资者合伙。此外在一定的方面它还提供技术合作以及与国际财政机构、国际和国家组织的合作。
尤其银行、工业企业和公司受到支持。这些企业可以是新成立的也可以是已有的。与共有企业的合作的目标是私有化、改革国有企业以及改善地方基础设施。按照银行的规定它只能在保障民主原则的地方行动。它也非常重视环境保护。
最重要的财政手段是贷款、投资、为贷款提供保障以及帮助赢得投资。

## 结构
歐洲復興開發銀行的股东是75个国家和两个跨国机构（欧盟和欧洲投资银行），也就是说它本身是一个公共企业。它的指导机构是理事会，其中每个成员国派一名代表和经理会（共23人，由理事会任命，任期三年）。歐洲復興開發銀行的行长由理事会任命，任期四年，目前为奥迪尔·勒诺-巴索。歐洲復興開發銀行由以下部门组成：
- 行政服务部门
- 商业发展组
- 碳金融
- 民间社会
- 气候战略与传递（CSD）
- 通讯
- 国家经济与政策（CEP）
- 能源欧洲中东与非洲
- 能源欧亚
- 环境与可持续发展
- 股票基金
- 评估
- 金融机构：欧盟银行
- 金融机构：专业金融解决方案与贸易投资
- 金融机构：运营与投资组合
- 金融机构：中亚、土耳其与高加索
- 金融机构：东南地中海
- 金融机构：芬兰西巴尔干与东欧
- 食品与农业企业
- 资金
- 性别与经济包容性（G&EI）
- 治理与政治事务（GPA）
- 群组访问请求
- 人力资源与招聘
- 影响与伙伴
- 独立项目问责机制（IPAM）
- 影响作用
- 信息技术（IT）部门
- 基础设施欧亚
- 基础设施欧洲
- 基础设施欧洲、中东与非洲
- 内部审计
- 投资者关系
- 知识管理（KM）
- 法律过渡
- 本地货币与资本市场发展
- 制造与服务业
- 动员
- 自然资源
- 核安全
- 首席经济学家办公室
- 总法律顾问办公室
- 首席干事办公室
- 秘书长办公室
- 政策与伙伴
- 政策策略与传递
- 私营部门伙伴
- 采购
- 项目融资咨询
- 项目提案
- 财产与旅游
- 风险管理
- 安全交易项目
- 中小企业金融与发展
- 职员委员会
- 可持续基础设施组
- 可持续基础设施政策与项目准备
- 电信、媒体与技术
- 贸易便利化计划
- 基础设施欧洲、中东与非洲
- 财政

2008年6月法国《快报》报道说行长的薪水为每年42.8万欧元，加上免费使用伦敦的行长宿舍和专车。

## 成员

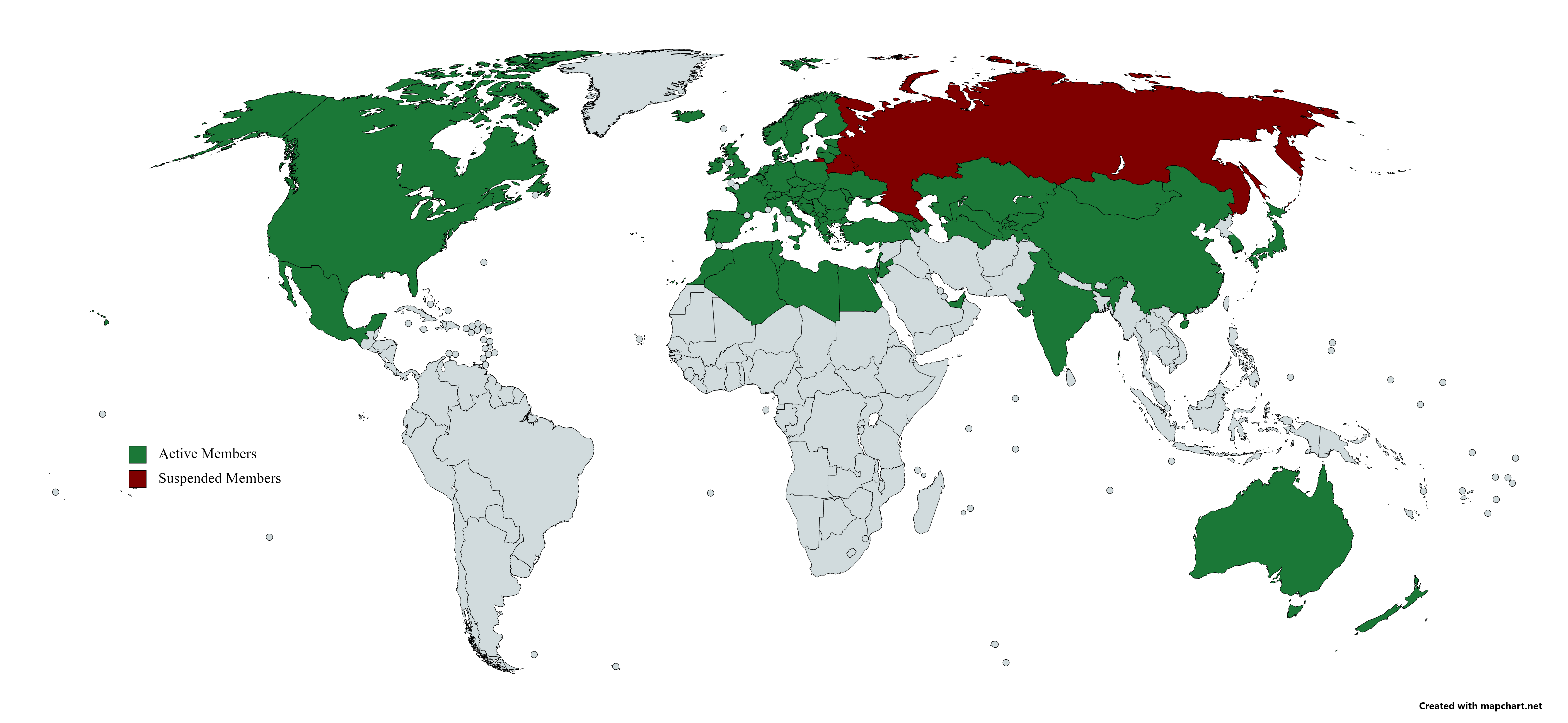
欧洲复兴开发银行成员国家
当前成员国
暂停成员国

以下为歐洲復興開發銀行的成员国和它们加入的时间：
- 奥地利，1991年3月28日
- 保加利亚，1991年3月28日
- 加拿大，1991年3月28日
- 賽普勒斯，1991年3月28日
- 丹麦，1991年3月28日
- 埃及，1991年3月28日
- 欧洲联盟，1991年3月28日
- 欧洲投资银行，1991年3月28日
- 芬兰，1991年3月28日
- 法國，1991年3月28日
- 德国，1991年3月28日
- 匈牙利，1991年3月28日
- 愛爾蘭，1991年3月28日
- 以色列，1991年3月28日
- 義大利，1991年3月28日
- 列支敦斯登，1991年3月28日
- 盧森堡，1991年3月28日
- 馬爾他，1991年3月28日
- 墨西哥，1991年3月28日
- 摩洛哥，1991年3月28日
- 荷蘭，1991年3月28日
- 挪威，1991年3月28日
- 波蘭，1991年3月28日
- 羅馬尼亞，1991年3月28日
- ，1991年3月28日
- 西班牙，1991年3月28日
- 瑞典，1991年3月28日
- 土耳其，1991年3月28日
- 英国，1991年3月28日
- 美国，1991年3月28日
- 希腊，1991年3月29日
- 瑞士，1991年3月29日
- ，1991年3月30日
- 日本，1991年4月2日
- 葡萄牙，1991年4月5日
- 比利时，1991年4月10日
- 冰島，1991年5月29日
- 新西兰，1991年8月19日
- 阿尔巴尼亚，1991年12月18日
- 爱沙尼亚，1992年2月28日
- 立陶宛，1992年3月5日
- 拉脫維亞，1992年3月18日
- 俄羅斯，1992年4月9日[註 1]
- 乌克兰，1992年4月13日
- ，1992年4月30日
- 摩尔多瓦，1992年5月5日
- ，1992年6月1日
- ，1992年6月5日
- 白俄羅斯，1992年6月10日[註 1]
- ，1992年7月27日
- ，1992年9月4日
- ，1992年9月25日
- ，1992年10月16日
- 亞美尼亞，1992年12月7日
- 斯洛維尼亞，1992年12月23日
- 捷克，1993年1月1日
- 斯洛伐克，1993年1月1日
- ，1993年4月15日
- 北馬其頓，1993年4月21日
- ，1996年6月17日
- 蒙古国，2000年10月9日
- 塞爾維亞，2001年1月19日
- 蒙特內哥羅，2006年6月3日
- 约旦，2011年12月29日
- 突尼西亞，2011年12月29日
- 科索沃，2012年12月17日
- 中國，2016年1月15日
- 黎巴嫩，2017年7月17日
- 印度，2018年7月11日
- 圣马力诺，2019年6月7日
- 利比亞，2019年7月16日
- 阿联酋，2021年9月23日
- 阿尔及利亚，2021年10月19日
- 伊拉克，2023年11月14日
- ，2024年4月10日
- ，2024年12月28日
- 奈及利亞，2025年2月26日

## 历任行长
- 雅克·阿塔利，1991年4月~1993年6月
- 雅克·德·拉罗西埃，1993年9月~1998年1月
- 霍斯特·克勒，1998年9月~2000年4月
- 让·勒梅尔（法语：Jean Lemierre），2000年7月~2008年7月
- 托马斯·米罗（德语：Thomas Mirow），2008年7月~2012年7月
- 苏马·查克拉巴提（英语：Suma Chakrabarti），2012年7月~2020年7月
- 奥迪尔·勒诺-巴索（法语：Odile Renaud-Basso），2020年至今